# We'll Meet Again
We'll Meet Again é uma canção de 1939 da cantora inglesa Vera Lynn, composta por Ross Parker e Hughie Charles. A canção é uma das mais famosas sobre a Segunda Guerra Mundial, sendo cantada pelos militares que iam no confronto, bem como por suas famílias e entes queridos.

## História
A canção foi publicada pela gravadora Michael Ross Limited, cujos diretores incluíam Louis Carris, Ross Parker e Norman Keen. Keen, um pianista inglês, colaborou com Parker e Hughie Charles em "We'll Meet Again", e em muitas outras canções publicadas pela empresa, incluindo "There'll Always Be an England" e "I'm In Love For The Last Time".
A gravação original da música contou com Lynn acompanhada por Arthur Young no Hammond Novachord (um dos primeiros teclados eletrônicos), enquanto numa regravação em 1953 contou com uma instrumentação mais refinada e um coral feito pelas Forças Armadas Britânicas.

## Composição
A canção foi originalmente escrita na tonalidade de Ré maior, com um andamento de 92 batidas por minutos.

## Legado após a Segunda Guerra Mundial
Durante a Guerra Fria, a versão de Vera Lynn foi incluída num pacote de músicas e programas para serem transmitidos em 20 estações de rádio underground do Wartime Broadcasting Service (WTBS) da BBC, projetado para fornecer informações públicas e transmissões de incentivo moral por 100 dias após quaisquer ataque nuclear. Lynn cantou a música em Londres no 60º aniversário do Dia da Vitória no ano de 2005, ao lado de Petula Clark e Bruce Forsyth.
Em abril de 2020, um dueto beneficente com Katherine Jenkins, lançado em 2014, alcançou a posição 72 na parada de singles do Reino Unido, com os lucros destinados a instituições de caridade do Serviço Nacional de Saúde. Em maio de 2020, após as comemorações do 75º aniversário do Dia da Vitória na Europa, a versão solo de Lynn também alcançou a posição 55 na parada britânica.

## Impacto Cultural
- A canção foi creditada como uma das primeiras a fazer uso do Hammond Novachord, o primeiro sintetizador polifônico.[4]
- Tradicionalmente, esta música é executada no dia 5 de maio como encerramento do Concerto do Dia da Libertação em Amsterdã, para marcar o fim da Segunda Guerra Mundial na Holanda.[1] Em 2024, ela também foi tocada pela Filarmônica do Sul dos Países Baixos no Cemitério Americano dos Países Baixos. "We'll Meet Again" encerrou o programa, que comemorou o 80º aniversário da libertação dos Países Baixos.[10]
- Em 5 de abril de 2020, a Rainha Elizabeth II fez referência à "We'll Meet Again" em um raro discurso televisionado que foi ao ar para a Grã-Bretanha, onde expressou sua gratidão pelos esforços que as pessoas estão fazendo para mitigar o vírus da pandemia de COVID-19 e reconheceu os graves desafios enfrentados pelas famílias em todo o mundo.[11] A referência estimulou covers de atores do teatro de West End com Lynn.[12]
- O brinquedo Tower of Terror no Walt Disney World executa o instrumental da canção em sua fila de espera.[4]
- A canção "Vera" do Pink Floyd pertencente ao álbum The Wall (1979), faz referência à letra de "We'll Meet Again", bem como à própria Vera Lynn.[13]
- The Kinks mencionam a música na faixa "Mr. Churchill Says", em Arthur (Or the Decline and Fall of the British Empire) (1969).

## Uso na mídia
A canção inspirou e deu título ao musical de 1943 We'll Meet Again, onde Vera Lynn estrela uma adaptação livre de sua vida como uma garota propaganda das forças armadas durante a segunda guerra mundial.
"We'll Meet Again" é apresentada na cena final do filme Dr. Strangelove (1964) de Stanley Kubrick com uma ironia amarga, já que a música acompanha um holocausto nuclear que extermina a humanidade. Em 1979, o diretor britânico John Schlesinger utilizou a canção em Yanks. No filme Hellboy (2004) a música toca durante a morte do professor Trevor Bruttenholm.
Em Gravity Falls, o vilão Bill Cipher canta "We'll Meet Again" durante o final do seriado. A série Castle da ABC apresenta essa música na 6ª temporada, episódio 9. Enquanto Mid-Century Modern do Hulu apresenta essa canção na 1ª temporada no episódio 9, como uma homenagem à falecida atriz Linda Lavin, que estrelou antes de sua morte em dezembro de 2024. Durante o final do último episódio da série The Colbert Report, dezenas de atores que participaram de momentos anteriores do programa retornaram para cantar "We'll Meet Again" juntos.
A música inteira é tocada no final alternativo do videogame Far Cry 5 (2018), seguindo um cenário apocalíptico da Terceira Guerra Mundial, durante os créditos do jogo.

## Covers
A banda The Byrds gravaram a música como faixa de encerramento de seu álbum de estreia, Mr. Tambourine Man, inspirados pelo uso da música no filme Dr. Strangelove. O artista country Johnny Cash canta a canção em American IV: The Man Comes Around, o último álbum lançado antes de sua morte. No álbum Sinatra Sings Great Songs From Great Britain o intérprete Frank Sinatra executa "We'll Meet Again".
A versão em Doo-wop dos The Ink Spots está incluída no episódio "The Head" da série Fallout.